# Jacques de Brimeu

Wappen Jacques de Brimeus

Jacques de Brimeu (* vor 1384; † 18. März 1447), Herr von Grigny, war Gründungsmitglied (Nr. 19) des Ordens vom Goldenen Vlies.

## Leben

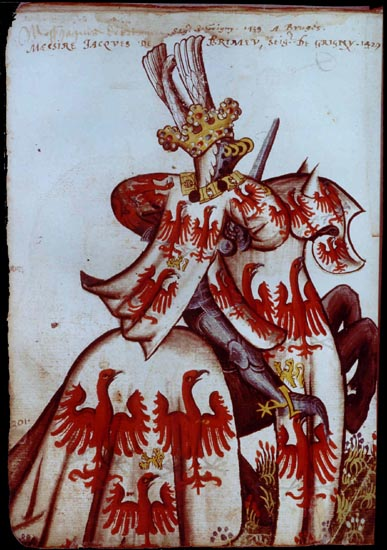
Jacques de Brimeu im "Grand armorial équestre de la Toison d'or" (Manuskript Bibliothèque nationale de France, Arsenal 4790)

Jacques de Brimeu aus dem Haus Brimeu war der vierte Sohn von Guillaume II. de Brimeu, genannt Florimond, Seigneur de Maizicourt († nach 13. Mai 1384), seine Mutter war eine Tochter von Hugues de Créquy-Raimboval. Er trat erstmals im Jahr 1405 urkundliche in Erscheinung. Er war Kastellan von Hesdin sowie  burgundischer Rat und Kämmerer.

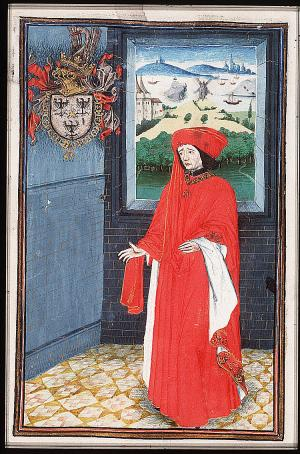
Florimond de Brimeu im "Statuts, Ordonnances et Armorial de l'Ordre de la Toison d'Or"

David und seine Brüder hatten in der Zeit der Auseinandersetzung zwischen dem französischen König und dem Herzog von Burgund (Bürgerkrieg der Armagnacs und Bourguignons 1410–1419) Hofämter auf beiden Seiten inne, erst beim König, später dann beim Herzog:
- Guillaume III. (genannt Florimond II., X 1408) war französischer Kämmerer
- Jean (genannt Athis, † 1420) war französischer Kämmerer und burgundischer Rat und Kämmerer
- David († 1448) war französischer Rat und Kämmerer, Kapitän des Louvre, Bailli von Hesdin, und burgundischer Gouverneur von Arras sowie Maître d’hôtel des Herzogs und Mitglied des Grand Conseil
- Jacques († 1447) war burgundischer Rat und Kämmerer

Am 10. Januar 1430 wurden David, sein jüngerer Bruder Jacques und sein Neffe Colart (der sich Florimond III. nannte) – Guillaume, Colarts Vater, und Jean waren bereits verstorben – als Gründungsmitglieder in den Orden vom Goldenen Vlies aufgenommen.
Jacques de Brimeu war mit Marie du Bois, Dame de Grigny; Kinder des Paares sind nicht bekannt.